# همه‌پرسی سهمیه مهاجران مجارستان (۲۰۱۶)

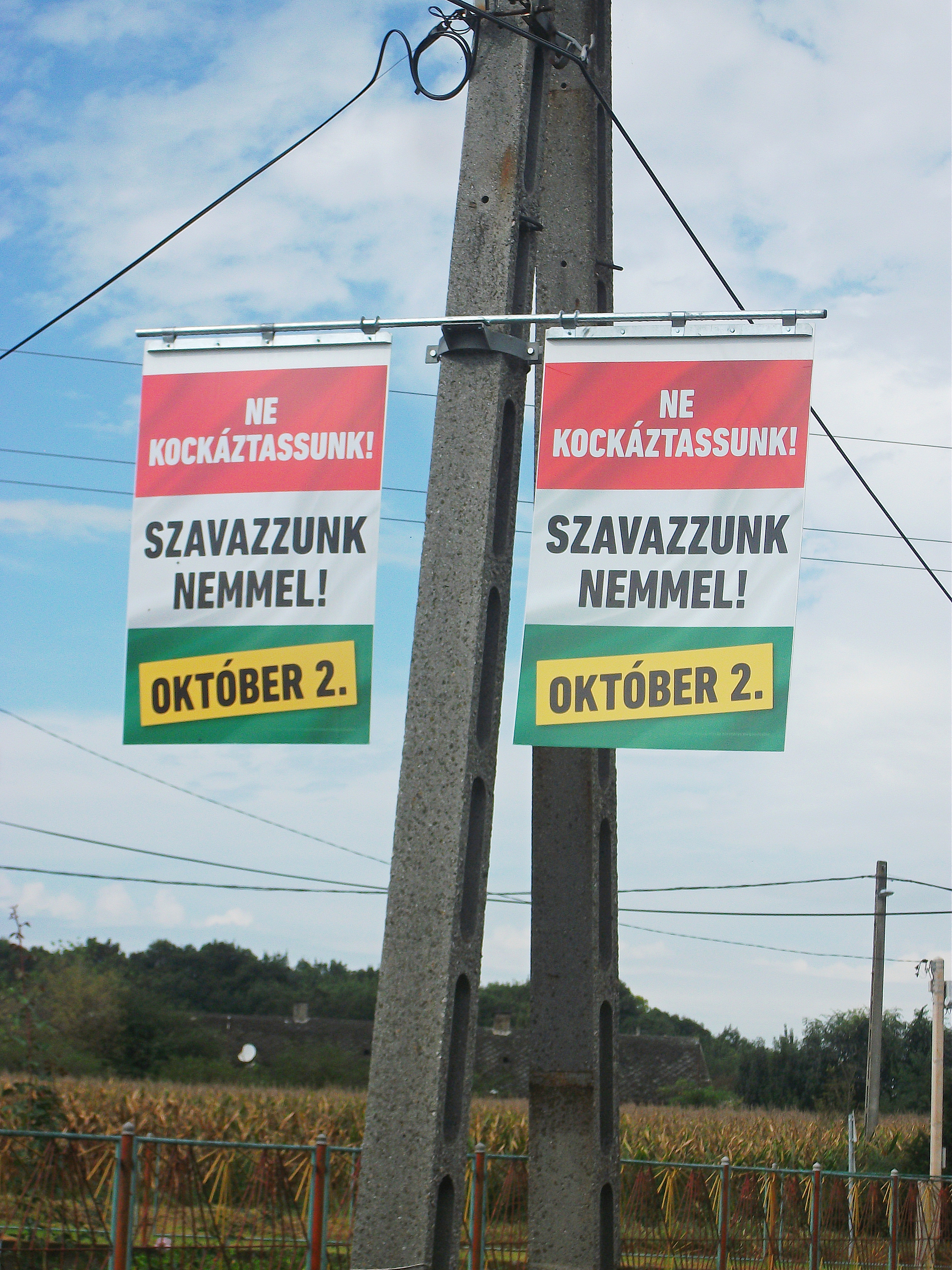
پوسترهای دولت مجارستان در زیچیوفالو. «شانستان را امتحان نکنید! رأی منفی بدهید! ۲ اکتبر»

همه‌پرسی مربوط به برنامه‌های اسکان مهاجران اتحادیه اروپا در ۲ اکتبر ۲۰۱۶ برابر با ۱۱ مهر ۱۳۹۵ در مجارستان برگزار شد. این همه‌پرسی به پیشنهاد دولت مجارستان کلید خورد و در رسانه‌های این کشور با عنوان kvótanépszavazás یا kvótareferendum (همه‌پرسی سهمیه) شناخته می‌شد. در نهایت مردم مجارستان با رأیی قاطع با برنامه اتحادیه اروپا مخالفت کردند.

## سابقه

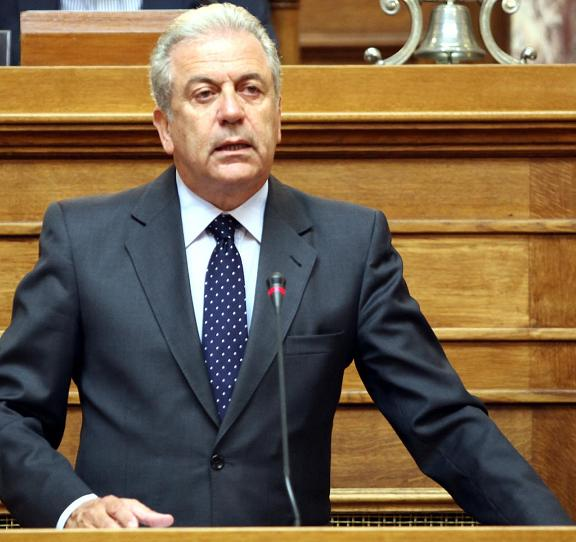
تصویر دفاعیه وزیر امور خارجه اوراموپولوس در روز سه شنبه، 18 سپتامبر 2012

مجارستان یکی از کشورهایی است که فراروی بحران مهاجرتی اروپا قرار گرفت. دولت راست‌گرای ویکتور اربان در ۱۷ ژوئن ۲۰۱۵ آغاز کارویژهٔ ساخت حصاری ۱۷۵ کیلومتری در جنوب مجارستان هم‌مرز با صربستان را اعلام کرد.
وزرای خارجه اتحادیه اروپا که در ۲۲ سپتامبر ۲۰۱۵ در شورای امور داخلی و دادگستری اتحادیه اروپا گرد هم آمده بودند تصمیم به جابجایی ۱۲۰٬۰۰۰ پناهجو در مدت دو سال از کشورهای درگیر نظیر ایتالیا، یونان و مجارستان به دیگر کشورهای اروپایی گرفتند. با این حال مجارستان به این طرح رأی منفی داد زیرا ۵۴٬۰۰۰ پناهجوی موجود در این کشور در این طرح در نظر گرفته نشده بودند. همچنین در پی تصمیم این شورا، مجارستان و اسلواکی نسبت به آن نزد دیوان دادگستری اروپا واقع در لوکزامبورگ شکایت بردند.
ویکتور اربان نخست‌وزیر مجارستان در ۲۴ فوریه ۲۰۱۶ اعلام کرد که دولت یک همه‌پرسی به منظور پذیرش یا رد پیشنهاد اتحادیه اروپا مبنی بر سهمیهٔ اجباری برگزار خواهد کرد. او همچنین گفت که همه می‌دانند که دولت مجارستان با سهمیه مخالفت است و از رأی منفی به آن پشتیبانی می‌کند. او بر این باور است که نظام سهمیه‌بندی پیشنهادی «هویت قومی، فرهنگی و دینی مجارستان و اتحادیه اروپا را تغییر داده و این چیزی نیست که هیچ سازمان اروپایی حق ارتکاب آن را داشته باشد.» دادگاه عالی مجارستان (Kúria) پس از بررسی چالش‌های قانونی در ۵ مه اجازهٔ برگزاری همه‌پرسی را داد. مجلس ملی این کشور نیز در ۱۰ مه اجازهٔ برگزاری همه‌پرسی را به دولت داد. این طرح با ۱۳۶ رأیِ آری توسط احزاب طرفدار دولت نظیر فیدس و KDNP و همچنین حزب مخالفی به نام Jobbik به تصویب رسید. این در حالی بود که احزاب چپ‌گرای مخالف دولت، شرکت در جلسه را تحریم کرده بودند. دادگاه قانون اساسی در ۲۱ ژوئن، چهار دادخواست وارده علیه برنامه اجرای همه‌پرسی را رد کرد. در پایان یانوش آدر رئیس‌جمهور مجارستان روز ۲ اکتبر را برای برگزاری همه‌پرسی برگزید.